# ルイス・エサ
ルイス・エサ（Luiz Eça、本名：Luiz Mainzi da Cunha Eça、1936年4月3日 - 1992年5月25日）は、ブラジルの音楽家、作曲家、アレンジャー、またはピアニスト。
エサはポルトガルの作家、エッサ・デ・ケイロスの子孫である。彼は1962年に、フルート奏者のベベト(Bebeto)、ドラマーのエウシオ・ミリート(Helcio Milito)とともに、タンバ・トリオ(Tamba Trio)を結成した。
| スタブアイコン | サブスタブ | この項目は、まだ閲覧者の調べものの参照としては役立たない、音楽関係者（バンド等）に関連した書きかけの項目です。この項目を加筆・訂正などしてくださる協力者を求めています（P:音楽/PJ:芸能人）。 |